# St. Agatha (Beckstetten)

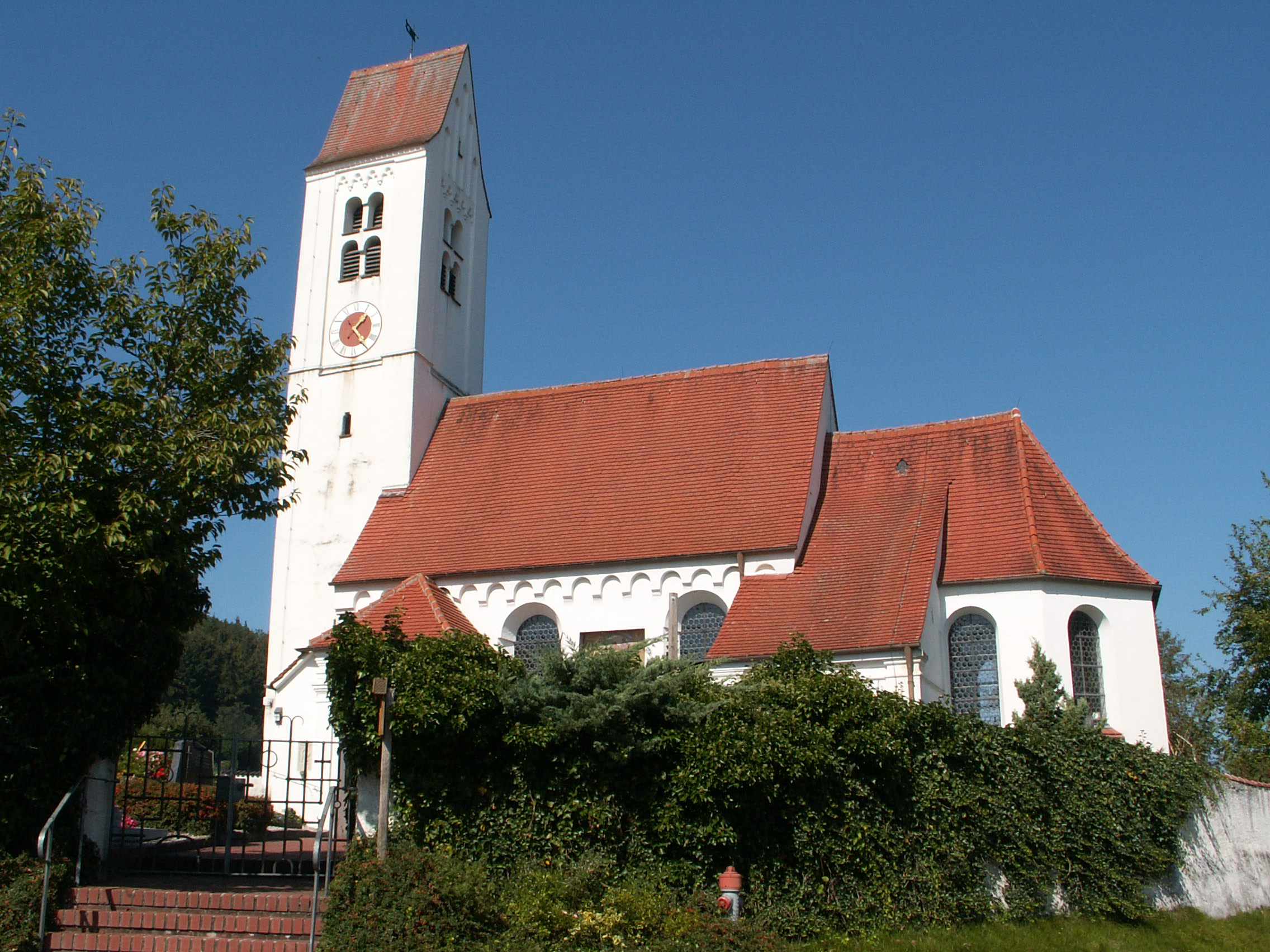
St. Agatha in Beckstetten

Die römisch-katholische Pfarrkirche St. Agatha steht in Beckstetten, einem Gemeindeteil von Jengen im schwäbischen Landkreis Ostallgäu in Bayern. Das Bauwerk ist  in der Liste der Baudenkmäler in Jengen als Baudenkmal unter der Nr. D-7-77-140-6 eingetragen. Die Kirchengemeinde gehört zum Dekanat Kaufbeuren des Bistums Augsburg.

## Beschreibung
Die Mitte des 15. Jahrhunderts erbaute Saalkirche besteht aus einem Langhaus, einem eingezogenen, dreiseitig geschlossenen Chor im Osten mit des Sakristei unter dem Schleppdach an der Südseite und einem Fassadenturm im Westen, der mit einem Satteldach bedeckt ist. In seinem obersten Geschoss ist die Turmuhr und darüber der Glockenstuhl mit vier Gussstahlglocken untergebracht. Unter der Dachtraufe des Satteldaches des Langhauses befindet sich ein Bogenfries. 
Der Innenraum des Langhauses ist mit einer Flachdecke überspannt, der des Chors mit einem Stichkappengewölbe. Die Fresken im Chor und im Langhaus stammen von Anton Wintergerst. Auf dem Altarretabel des Hochaltars von 1773 ist die heilige Agatha dargestellt.